# 第10軍 (ドイツ軍)
第10軍（だい10ぐん、独Deutsche 10. Armee）は第二次世界大戦時のドイツ軍の部隊である。

## 歴史
第10軍はヴァルター・フォン・ライヒェナウ砲兵大将を司令官として1939年8月6日に設立され、1939年10月10日までポーランドで作戦任務に付いた。その後、第6軍に名称変更となった。
1943年、連合軍がイタリアに上陸すると第10軍が再編成された。1943年後半から1944年初頭、サン・ピエトロ・インフィーネの戦いにおけるウィンターライン（Winter Line）での戦いやモンテ・カッシーノの戦いに参加し、アルプス山麓で降伏した。

## 司令官
- 1939年8月6日－1939年10月10日：ヴァルター・フォン・ライヒェナウ砲兵大将
- 1943年8月15日－1945年2月14日：ハインリヒ・フォン・フィーティングホフ上級大将
- 1945年2月14日－1945年5月2日：トラゴッド・ヘル（Traugott Herr）装甲兵大将